# Gare de Tourcoing-les-Francs
Ne doit pas être confondu avec Gare de Tourcoing.
La gare de Tourcoing-les-Francs était une gare ferroviaire française de la ligne de Somain à Halluin située dans le quartier des Francs sur le territoire de la commune de Tourcoing dans le département du Nord en région Hauts-de-France.
Elle est mise en service en 1882 par la Compagnie des chemins de fer du Nord. 

## Situation ferroviaire
Établie à 43 mètres d'altitude, la gare de Tourcoing-les-Francs était située au point kilométrique (PK) 279,638 de la ligne de Somain à Halluin, entre les gares de Tourcoing, dont elle était séparée par la halte de Blanc-Seau, et la gare de Roncq (fermée), dont elle était séparée par l'arrêt de Pied-de-Bœuf.

## Histoire
La gare centrale de Tourcoing étant congestionné par un important trafic, une gare est édifiée sur la ligne de Tourcoing à Menin dans le quartier des Francs, elle dispose d'un bâtiment voyageurs et de divers petits édifices comme un lieu d'aisance et un bâtiment pour les pompes à incendie. Une halle à marchandise est ajoutée en 1889.
La gare est détruite en 1996. Son ancienne emprise va accueillir, en 2018, un pôle médical comprenant quatre bâtiments (dont une antenne de SOS Médecins, une clinique dentaire et une pharmacie).